# 亞歷山德羅·圖亞
亞歷山德羅·圖亞（Alessandro Tuia，1990年6月8日—），是一位意大利足球運動員。在場上司職中後衛。現效力於克罗地亚足球联赛球隊奥西耶克。圖亞是拉齊奧預備隊的隊長。他的首場意甲比賽是在2009年5月31日，在拉齊奧對尤文圖斯的意甲比賽的下半場第32分鐘替換上場。此外圖亞還是意大利U17代表隊的隊長。